# Aleksandar Ćirković
Aleksandar Ćirković (serbisch-kyrillisch Александар Ћирковић; * 21. September 2001 in Smederevska Palanka) ist ein serbischer Fußballspieler.

## Karriere

### Verein
Ćirković begann seine Karriere beim FC Admira Wacker Mödling. Im Februar 2010 wechselte er zum SC Perchtoldsdorf. Im Oktober 2011 schloss er sich dem ASV Vösendorf an. Zur Saison 2012/13 kehrte er zur Admira zurück, bei der er ab der Saison 2015/16 auch in der Akademie spielte.
Im Mai 2019 debütierte er gegen den ASK Ebreichsdorf für die Amateure der Niederösterreicher in der Regionalliga. Im Juni 2019 erzielte er bei einem 1:1-Remis gegen den SK Rapid Wien II sein erstes Tor in der dritthöchsten Spielklasse. In der Saison 2018/19 kam er insgesamt zu drei Regionalligaeinsätzen. Im September 2019 stand er gegen den SK Sturm Graz erstmals im Kader der Profis, kam allerdings zu keinem Einsatz. In der Saison 2019/20 absolvierte er in der Regionalliga bis zum Ligaabbruch 14 Spiele und erzielte vier Tore.
Zur Saison 2020/21 rückte Ćirković fest in den Kader der Profis auf. Sein Debüt für die Profis gab er im August 2020 im ÖFB-Cup, als er im Erstrundenspiel gegen den WSC Hertha Wels in der Startelf stand und in der 89. Minute durch Filip Ristanic ersetzt wurde. In jenem Spiel, das die Admira mit 3:0 gewann, erzielte er auch prompt zwei Tore. Im September 2020 spielte er schließlich auch erstmals in der Bundesliga, als er am ersten Spieltag jener Saison gegen den SK Rapid Wien von Beginn an zum Einsatz kam.
Nach drei Einsätzen für die Admira in der Bundesliga wurde er im Februar 2021 nach Serbien an den FK Mačva Šabac verliehen. Bis zum Ende der Leihe kam er zu 15 Einsätzen in der SuperLiga, in denen er ein Tor erzielte. Nach dem Ende der Leihe kehrte er zur Saison 2021/22 zunächst zur Admira zurück. Kurz nach Saisonbeginn verließ er die Niederösterreicher nach neun Jahren beim Verein schließlich endgültig und wechselte nach Spanien zum Drittligisten Gimnàstic de Tarragona, bei dem er einen bis Juni 2024 laufenden Vertrag erhielt. Dort spielte er jedoch gar keine Rolle und stand nie im Spieltagskader. In Folge wurde sein Vertrag in Tarragona im Dezember 2021 wieder aufgelöst.
Ćirković kehrte im Anschluss im Januar 2022 nach Serbien zurück und wechselte zum FK Voždovac. Für Voždovac absolvierte er 21 Partien in Serbiens Oberhaus, in denen er fünfmal traf. Im August 2022 wechselte der Flügelstürmer nach Russland zu Krylja Sowetow Samara. Bis zum Ende der Saison 2022/23 kam er zu zwölf Einsätzen in der Premjer-Liga. Zur Saison 2023/24 kehrte er leihweise nach Serbien zurück und wechselte zum FK TSC.

### Nationalmannschaft
Ćirković debütierte im Juni 2022 für die serbische U-21-Auswahl.